# 艾莉絲 (惡靈古堡)
艾莉絲·阿勃納西（Alice Abernathy），本名潔娜絲·普羅斯佩羅（Janus Prospero），是電影版《生化危机》的主要角色之一，由蜜拉·喬娃薇琪（Milla Jovovich）飾演。

## 經歷

### 
原為保护伞公司派駐拉昆市（Raccoon City）守護地下研究所「大本營」的警衛，平日居於地下研究所正上方一洋房，並與一社員史賓斯結婚以作掩飾。
本作中艾莉絲提供環保份子麥特的妹妹麗莎大本營的保安系統密碼，企圖暗助她偷取T病毒樣本，好將保護傘的惡行公諸於世。然而史賓斯卻搶先一步偷出病毒，並於空調系統散播病毒，導致大本營內部爆發生化危機，令大本營中央電腦「紅后」（Red Queen）決定關閉大本營。同時洋房內的安眠氣體噴出，使正在洗澡的艾莉絲昏迷。
艾莉絲醒来後一時失憶，緊接著一群保護傘保安部隊U.S.S.成員闖入洋房，要她一同進入大本營將「紅后」重新開機。U.S.S.部隊同時也逮到了一同昏迷的史賓斯和潛入洋房的麥特。
一行人進入大本營後，準備將「紅后」關機的U.S.S.部隊遭到「紅后」的防衛系統攻擊而全滅，僅剩和艾莉絲等一同待在外頭的克普蘭、JD、萊恩生還。生還的幾人接著順利將「紅后」重新開機，卻也因此令大本營內部的隔離閘門全部開啟，而將喪屍化的研究員們放出。一行人開始力戰喪屍群，途中眾人與克普蘭失散，萊恩與史賓斯遭喪屍咬傷，之後JD則為斷後而遭喪屍群圍攻而死。
艾莉絲之後在一研究室內碰上喪屍化的麗莎，在麥特說出自己的來歷後終於恢復記憶，並想起在通往大本營的地下列車上有T病毒疫苗可拯救萊恩與史賓斯，然史賓斯剛好也恢復了記憶並背叛眾人，將眾人鎖住後自己前往列車處取疫苗，但卻被逃出培養槽的生物兵器「舔食者」殺害。此時「紅后」透過視訊對講機聯絡眾人，表示只要艾莉絲願意殺了萊恩便幫眾人開鎖，艾莉絲不從，同時僥倖生還的克普蘭也將「紅后」強制關機而救出眾人。
眾人藉由列車離開大本營，發車前艾莉絲順手解決掉了喪屍化的史賓斯，之後在車上替萊恩施打疫苗。但是此刻因食用史賓斯的肉而蛻變的舔食者來襲，殺害克普蘭並襲向艾莉絲與麥特，同時萊恩也由於疫苗施打的時機太晚而變為喪屍，艾莉絲在收拾她後也一併將舔食者打倒，和麥特兩人於千鈞一髮之際回到洋房。

### 生化危机2：启示录
艾莉絲在第二集時與麥特逃出大本營，卻被艾薩克斯博士抓回醫院研究室，麥特因為T病毒開始突變，被艾薩克斯博士送到「复仇邪神（Nemesis）」計畫，而艾莉絲也被注射T病毒。後來艾莉絲在一片混亂中的城市中的醫院逃脫，準備彈藥時，發現T病毒病沒有讓她突變，反而讓她變得更加的強壯跟敏捷。
後來在教堂遇見了兩名S.T.A.R.S.生還者—吉兒與培頓，還有女記者泰莉。四人一起行動。在他們想辦法逃出拉昆市時，艾莉絲接到了艾胥佛博士的電話，說只要找到他的女兒安琪拉就幫他們逃出拉昆市。
在去安琪拉學校的途中，他們遇到L.J.，而當他們來到安琪拉的學校搜尋時，泰莉與培頓死去。後來，他們三人遇到卡洛斯這名保護傘公司的僱傭兵，並找到了安琪拉。
經過艾莉絲與安琪拉的交談後，眾人才知道艾胥佛博士原來是T病毒的研發者，當年為了治療女兒的病才研究出來，可是這項研究卻被保護傘公司奪走，用在生化武器的研究上。
艾胥佛博士知道女兒安全後，便把逃生方法告訴他們，就是停在市政府的最後一班直升機，他們制伏了保護傘公司的士兵，但被保護傘公司的怪物「復仇邪神」追殺，而在艾莉絲不注意時，吉兒等人被制伏，作戰指揮官要求艾莉絲與復仇邪神對打，艾莉絲一開始不從，他便將艾胥佛博士射殺，為了保住眾人的性命，艾莉絲與復仇邪神互相肉搏，在復仇邪神被尖利的刀刃刺穿時，艾莉絲想起了她跟麥特的種種，看的復仇邪神的眼睛後發現他原來就是被改造成怪物的麥特，艾莉絲便哭著對他說「我真的很對不起」，指揮官要求艾莉絲解決麥特，艾莉絲拒絕，指揮官便命令麥特將艾莉絲除掉，但是恢復意識的麥特用他手上的機槍將保護傘士兵全部擊倒，讓艾莉絲逃跑，艾莉絲便衝進了大樓，制服三名士兵後被戰鬥直昇機追殺，在艾莉絲以為自己將死時，麥特用火箭砲解決了直昇機，但他自己也被直昇機的殘骸壓死。
艾莉絲衝上了直昇機，並把指揮官從機內丟出機外任其生死，後來拉昆市被核爆，艾莉絲因為核爆的衝擊波被機上的扳手刺中，昏迷過去。
艾莉絲後來在艾薩克斯博士的研究所醒來，艾薩克司問了她幾個問題後，問了她的名字，她想起了以前發生的事，便對研究所人員展開攻擊，後來被吉兒跟卡洛斯、安琪拉與LJ等人用車載走。而艾莉絲不知道的是，艾薩克斯博士已經啟動了「艾莉絲計畫」

### 生化危机3：灭绝
繼拉昆市發生的T病毒失控之後，不僅部分人類變成喪屍，地球也瀕臨死亡。由克蕾兒、卡洛斯帶領著僅存倖存者集成車隊一邊搜索倖存者，一邊尋找補給品。
保護傘公司雖然已經倒閉，但核心研究組仍然運作。艾莉絲也和克蕾兒車隊會合，然而受過基因改造的艾莉絲，異常的超能力不斷茁壯強大。另一方面保護傘公司發現艾莉絲的血是病毒的解藥，保護傘公司試著複製艾莉絲，但是複製品的成績還是沒有本體高，所以艾莉絲成為保護傘公司急欲緝捕的目標。
保護傘公司把複製品的血注入喪屍的體內，原本認為可以馴服喪屍，但只讓殭屍的力量更為強大，也讓喪屍擁有智慧記憶。從事基因改造的博士也因為一次任務中，被一隻有注複製品血的喪屍咬傷，想返回基地注射解藥，但因為複製品血的關係，病毒產生大規模的突變，無法用原先的解毒藥進行解毒，博士也成了變種喪屍破壞基地。
艾莉絲到達基地後，人工智慧電腦，同時也是「紅后」的妹妹－「白后」告訴艾莉絲所有的經過。艾莉絲在跟博士打鬥的過程中發現博士竟有不死之身，所以艾莉絲打算在雷射切割的房間跟博士同歸於盡，當雷射快切到艾莉絲的時候，其中一個複製品復活並停止系統，救了艾莉絲。

### 生化危機4：陰陽界
延續第三集的劇情，女主角艾莉絲帶著她由保護傘公司實驗所製造的複製人們前往日本東京，企圖向保護傘生化公司復仇，在經過一場激烈交戰後，艾莉絲的複製人們全數死在保護傘主席威斯卡的核彈引爆下，而艾莉絲本尊則在飛機上和威斯卡對決，但是她輸了並且被施打了抵抗T-病毒的血清，因此艾莉絲變回一個凡人，擁有的超能力也全數喪失。但是在威斯卡想殺掉她之前，飛機卻撞毀了，使她得以死裡逃生。
六個月後，艾莉絲追蹤著一段緊急廣播，由一個倖存者的安全港發出的，那個地方被稱為亞凱地，位於阿拉斯加的小鎮。但是經過多次失敗的搜尋後，她還是找不到任何生還者，或是十八個月前去了生還者聚集地的克蕾兒一行人。艾莉絲開始失去希望，認為自己是唯一一個生還的人類。艾莉絲駕駛飛機，停泊在一個沙灘上，她發現到之前克蕾兒她們用的直昇機也停在那裡。此時，受到保護傘公司的儀器影響而陷入瘋狂和失憶的克蕾兒出現，並攻擊了艾莉絲，艾莉絲制服了她，並移除了那個儀器。
克蕾兒逐漸地恢復了記憶，艾莉絲帶著克蕾兒搭著輕型飛機繼續尋找生還者。她們最後來到了洛杉磯，意外的發現了困在堡壘監獄的一群生還者，監獄外圍滿了活死人。艾莉絲決定一觀究竟，於是她迫降在監獄的天台上。
生還者們透露接收到一段廣播，是由亞凱地發出的，表示提供保護。艾莉絲原本以為的所謂亞凱地小鎮，其實是一艘名為亞凱地的船隻。於是她決定協助他們離開，為了得到離開的方法，艾莉絲放出了被囚禁的軍人克里斯，而克里斯居然是克蕾兒的哥哥！
克里斯透露離開的方法，利用警方留下的裝甲車強行離開，但是這個方法行不通，最後他們決定由活死人挖出的地道進入下水道離開。
離開監獄的艾莉絲一行人只剩下了克里斯、克蕾兒和艾莉絲三人。他們乘坐小船登上了亞凱地，卻發現船上的員工已棄船離開，艾莉絲推測這是個陷阱，調查後發現這艘船是保護傘公司用來囚禁兩千多名生還者，而這些生還者被用來實驗和提供新鮮血液給威斯卡食用。在和艾莉絲對決後，威斯卡落敗逃跑，所搭乘的飛機因淨化裝置（核彈）被人放在機上導致在空中爆炸。
艾莉絲他們釋放了生還者，決定背負起召集生還者的使命，真正履行亞凱地的廣播中許下的承諾：沒有感染、提供安全的庇護所和食物。但是這個時候，保護傘軍隊卻在被保護傘公司利用而失去記憶的吉兒領軍下來到。

### 生化危机：惩罚
吉兒的部隊攻擊了亞凱地，艾莉絲後來在莫斯科的保護傘研究設施中醒來，吉兒質問她為誰工作，而她則是急切的想知道克里斯、克蕾兒的下落，便被處以頭痛的懲罰，後來主要系統被艾達駭入，讓艾莉絲有機會逃離監視範圍並尋找武器，此时艾达告诉爱丽丝他们身处保护伞公司的武器实验场。
跟中島美嘉等人打完之後，艾莉絲找到了更多的槍械，跟艾達碰面，威斯卡也告訴了艾莉絲他需要她，同時也派了以里昂為首的援救部隊來尋找艾莉絲
艾莉絲與艾達從模擬東京區域來到了模擬紐約區域，與兩隻手持巨斧的生化武器（Axeman）打了起來，後來穿越到了模擬拉昆市區，發現了複製人艾莉絲（家庭主婦）的遺體以及她的「女兒」貝琪，後來被吉兒埋伏，艾達讓艾莉絲跟貝琪先行逃走，艾莉絲便帶著貝琪穿越到了莫斯科地下鐵車站，碰上了唯一從模擬區域生還的萊恩‧奧甘寶的複製人，艾莉絲就讓貝琪跟萊恩找地方躲起來，自己去找里昂
艾莉絲找到里昂後，便開車載著里昂與路瑟逃離疫生獸的追殺，再次衝進莫斯科地鐵站，之後一行人便到了脫出地點，但是突如其來的疫生獸攻擊以及紅后的竄改系統，導致萊恩死亡、貝琪被抓走，吉兒再度率領部隊攻擊里昂，除了里昂外其餘部隊人士都死亡
艾莉絲後來將疫生獸擊斃，救出貝琪，但是當她們逃到了有著許多複製人的區域，貝琪看到了許多艾莉絲複製人而對於艾莉絲是否為自己母親而開始慌張，而艾莉絲則是說「現在我是妳的媽媽」。
里昂帶著艾莉絲等人逃出了研究設施，但是再度被吉兒埋伏，另外一個萊恩的複製人對自己注射了「Las Plagas」強化了肉體與里昂、路瑟對打，艾莉絲則是要求貝琪待在車內，與吉兒一對一單挑，被吉兒打趴數次，在吉兒要用車上的雪鍊置她於死地時，艾莉絲用盡全身力氣將吉兒胸前的蜘蛛型控制器拔除，吉兒便倒在地上抽筋，艾莉絲則是開了三槍把控制器轟爆
里昂被打趴後艾莉絲跟萊恩對打，但是因為跟吉兒對打時傷痕累累，導致她差點被打到心律不整，但是艾莉絲看見了冰層下如同魚群的殭屍時，便企圖用遠方的機槍擊破冰層，此時恢復意識的吉兒用盡全力將機槍丟給艾莉絲，艾莉絲便開槍擊破冰層，讓萊恩被殭屍們拖下水去
後來艾莉絲、里昂、艾達、吉兒與貝琪上了直昇機紅到了美國白宮卻看了了如廢墟般的白宮以及到處亂竄的生化兵器，艾莉絲也發現威斯卡將白宮當成自己對抗紅后的據點，在兩人會面後，威斯卡將T病毒注入艾莉絲體內，回復了她所有的超能力

### 惡靈古堡：最終章
延續第五集的劇情，女主角艾莉絲遭威斯卡背叛讓所有在華盛頓白宮的倖存者全軍覆沒。隨後,在地下室裏從人形智能電腦「紅后」得知保護傘公司研發了一種能解開一切病毒的解藥，但必須在48小時回到惡夢開端的拉昆市。
來到拉昆市後，發現當初在艾凱迪亞失散的好友—克萊兒與她的男友—醫生。艾莉絲告訴克萊兒解藥一事，但克萊兒知道一旦釋放解藥的話，所有受感染的人都會死，包括艾莉絲。雖然堅持反對，但她也知道這是一絲希望，所以唯有勉強答應，於是艾莉絲帶領克萊兒等人一同前往「大本營」取解藥。
經過重重難關後，終於抵達「大本營」的控制室里。在面對艾薩克斯博士本人和威斯卡時，艾薩克斯博士說明他的伊甸園大計，艾莉絲只不過是保護傘公司創始人的女兒艾莉西亞的複製人。經艾莉西亞的鼓勵後，艾莉絲決定阻止艾薩克斯博士。當打鬥到地面時，大佔上風的艾薩克斯博士被自己的複製人所殺。
面對自己可能犧牲的抉擇下，艾莉絲決定釋放解藥。過後艾莉絲沒因清除T病毒而死，成功存活下來。最後，看了艾莉西亞的錄影和記憶，艾莉絲決定活出自己的人生。

## 角色設計
艾莉絲並未在原作遊戲《生化危机》登場，導演保羅·安德森指她是遊戲原作中強悍女性的結合。他腦中想到了能將《生化危机》與《愛麗絲夢遊仙境》做出結合的主意，不過有些地方無法連接起來，因為上述的原因要繼續去修改，包括艾莉絲的名字。

## 使用武器
- Mossberg 500霰彈槍莫斯伯格500泵動式霰彈槍（《生化危机2》）
- HK MP5K（《生化危机2、4》中有出現）
- awp 338
- Kriss Vector
- Beretta 92SB-F